# أدب الأبطال الخارقين

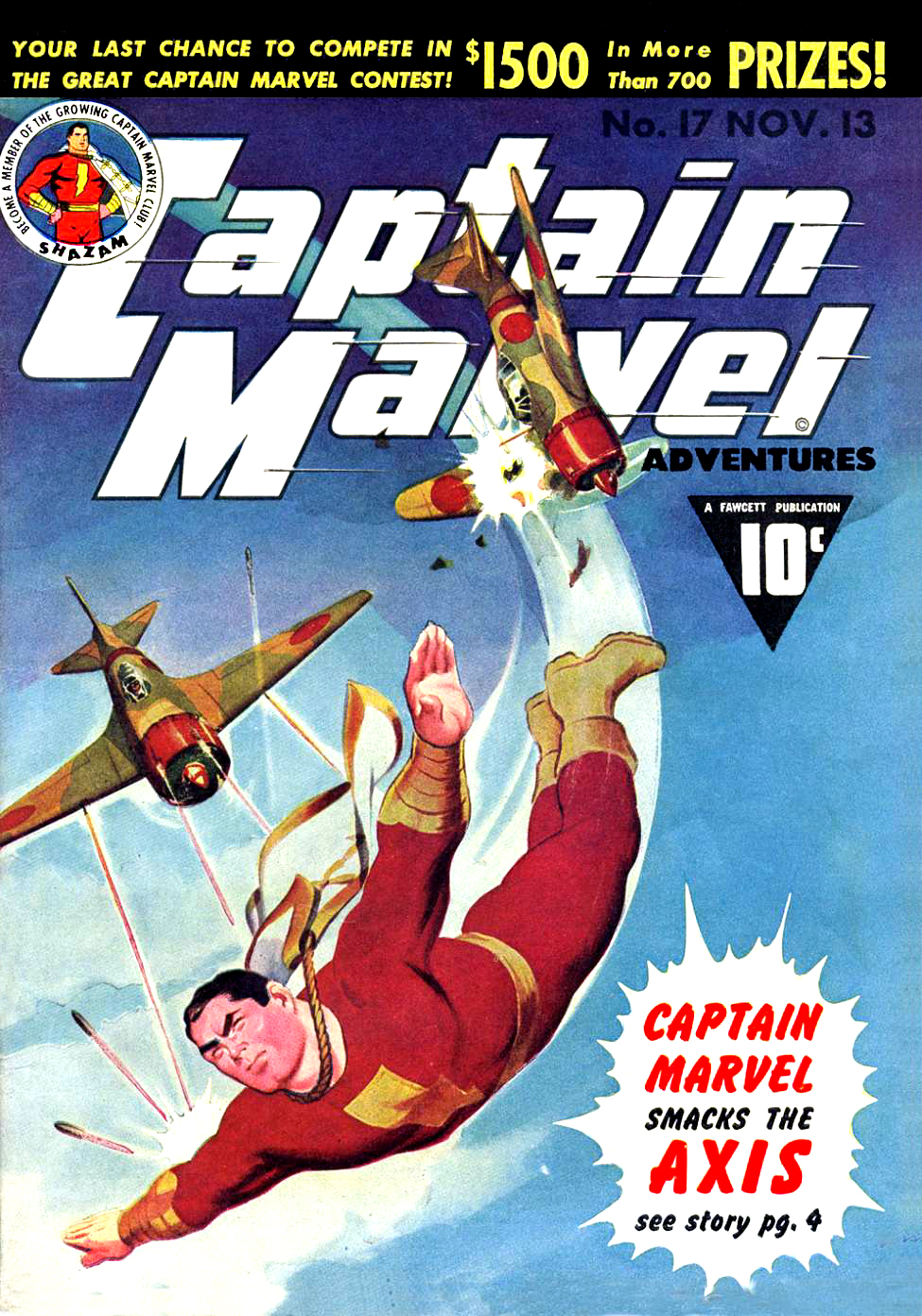
كابتن مارفل أو شازام أحد أشهر شخصيات أدب الابطال الخارقين

أدب خيال الأبطال الخارقين هو نوع من الأدب الخيالي الذي يفترض مغامرات وشخصيات وأخلاقيات متخيلة لمحاربي الجريمة الذين يُعرفون بالأبطال الخارقين. غالباً ما يرتدي الأبطال الخارقون أزياءاً خاصّة، ويمتلكون قوى خارقة للطبيعة، ويقاتلون المجرمين الذين يمتلكون عادةً قوى خارقة مماثلة ويُعرفون باسم الأشرار الخارقين. يندرج هذا النوع من الأدب في المقام الأول بين الخيال الخالص وطيف الخيال العلمي المائل للواقعية العلمية، يرتبط انتشاره بوجه عام يالكتب المصورة الأمريكية، ثم اتسع مفهومة خارج نطاق الادب ليقدم من خلال وسائط أخرى كالافلام والمسرح والموسيقى والمسلسلات التليفزيونية.

## العناصر الرئيسية للقصة في أدب الأبطال الخارقين
احتوت روايات الأبطال الخارقين بوجه عام على مجموعة عناصر، وهي:

### البطل الخارق
عادةً ما يكون الأبطال الخارقين هم الأبطال الرئيسيون لرواية أدب الأبطال الخارقين، بيد أن بعض الروايات مثل كتب مارفل وروايات كورت بويسك وألكس روز قد استخدمت الأبطال الخارقين كشخصيات ثانوية. والبطل الخارق هو شخصية تمتلك قوى خارقة للطبيعة ومخصصة لحماية الجمهور. كان أول نموذج للبطل الخارق هو شخصية سوبرمان التي ظهرت في عام 1938، ثم سيطرت قصص الأبطال الخارقين بعد ذلك -بدءًا من المغامرات العرضية القصيرة، ووصولاً إلى القصص الملحمية المتواصلة على مدار سنوات- على معظم الكتب المصورة الأمريكية ومنها انتقلت إلى وسائل الإعلام الأخرى. كان أول ظهور لمصطلح الأبطال الخارقين في عام 1917 على أقل تقدير، ثم ظهر بعد ذلك المقابل الانثوي لمفهوم البطل الخارق وهي البطلة الخارقة، وتمتلك شركتي مارفل كومكس ودي سي كومكس الأمريكيتين علامة لسلسلة أفلام وكتب بعنوان الأبطال الخارقين.
يستخدم الأبطال الخارقين في العادة قوتهم الخارقة لمواجهة الجرائم اليومية ومحاربة تهديدات الأشرار الخارقين ضد الإنسانية. بيد أن بعض شخصيات الأبطال الخارقين لا يشترط امتلاكها لقوى فعلية خارقة للطبيعة كي يتم اعتبارهم أبطالًا خارقين، وقد يستخدم أحياناً لوصف تلك الشخصيات مصطلحات مثل محاربي الجريمة أو الحراس المقنعين مثل شخصية باتمان، وشخصية السهم الأخضر، وعمومًا عُرفت هذه الطائفة من أبطال القصص التي تمتلك صفات مشتركة خلال ما عُرف بالعصر الذهبي للقصص المصورة باسم رجال الغموض لتمييزهم عن الشخصيات التي تمتلك قوى خارقة فعلية للطبيعة.
كان الأبطال الخارقين القدامى مثل باتمان في قصص دي سي المصورة، وسوبرمان، ووندر ومان، وسبايدر مان في أعمال مارفل، وكابتن أمريكا، وأيرون مان يحاربون في العادة الشخصيات الخارجة عن القانون والتي عُرفت بالأشرار الخارقين. ولكن فيما بعد أصبح الأبطال الخارقون يواجهون أحيانًا تهديدات أخرى مثل المخلوقات الفضائية، والكيانات السحرية الخيالية، والكوارث الطبيعية، وأصحاب الأيديولوجيات السياسية مثل النازية والشيوعية، والكيانات الشيطانية أو الآلهة.